# The Fighting Shepherdess
The Fighting Shepherdess er en amerikansk stumfilm fra 1920 af Edward José.

## Medvirkende
- Anita Stewart som Kate Prentice
- Wallace MacDonald som Hughie
- Noah Beery Sr. som Joe
- Walter Long som Pete Mullendore
- Eugenie Besserer som Jezebel
- John Hall
- Gibson Gowland som Bowers
- Calvert Carter
- Billie DeVail
- Maude Wayne som Beth
- Ben Lewis som Lingle
- Will Jeffries